# Alice Paul

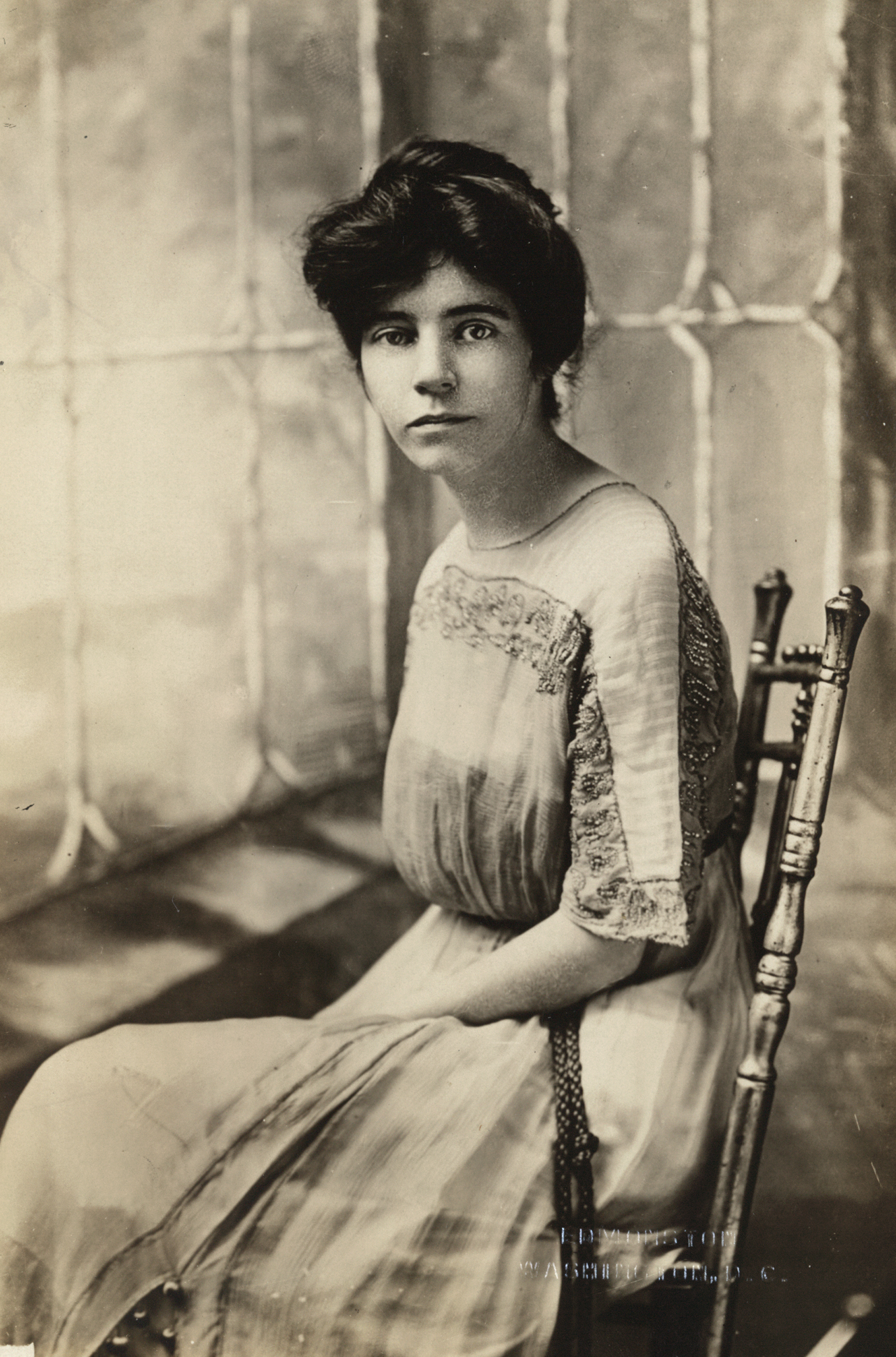
Alice Paul um 1915

Alice Stokes Paul (* 11. Januar 1885 in Mount Laurel, New Jersey; † 9. Juli 1977 in Moorestown, New Jersey) war eine führende US-amerikanische Suffragette und Frauenrechtlerin. Zusammen mit Lucy Burns, einer engen Freundin, und einer Reihe anderer Frauen führte sie zwischen 1912 und 1920 den erfolgreichen Kampf um das Frauenwahlrecht in den USA. Der 19. Zusatzartikel zur Verfassung der Vereinigten Staaten, der den Frauen das Wahlrecht garantierte, wurde 1920 vom US-Kongress beschlossen. Auch danach blieb Alice Paul bis wenige Jahre vor ihrem Tod frauenpolitisch aktiv.

## Leben

### Jugend in Pennsylvania
Alice Paul wurde als Tochter einer wohlhabenden Quäkerfamilie aus Pennsylvania geboren. Sie wuchs auf der elterlichen Farm Paulsdale auf, und ihre Kindheit prägte sie im späteren Leben, wie sie selbst sagte. Bei der Farmarbeit lernte sie die Eigenschaften Fleiß und Beharrlichkeit schätzen. Aber auch die liberale Lebenseinstellung der Eltern William und Tacie Paul, die ihre Tochter in der Überzeugung einer Gleichberechtigung der Geschlechter erzogen, hatte einen wichtigen Einfluss auf Alice Paul. Die Mutter Tacie Paul engagierte sich in der National American Woman Suffrage Association (NAWSA) (dt.: Nationale amerikanische Frauenwahlrechts-Vereinigung) für das Frauenwahlrecht. Schon früh führte sie ihre Tochter in die Versammlungen der Suffragetten ein.
„Als die Quäker gegründet wurden, war die Gleichberechtigung der Geschlechter einer ihrer Grundsätze. Ich habe nie eine andere Vorstellung, dieser Grundsatz war immer da.“ (Alice Paul in einem Interview 1974).

### Lange Jahre der Ausbildung
Nach dem Schulabschluss 1901 studierte Alice Paul am Swarthmore College, das sie 1905 mit einem Bachelor of Science in Biologie abschloss. Es folgte ein Studiengang an der New York School of Philanthropy (Columbia University) in Sozialarbeit und ein weiterer Studiengang an der University of Pennsylvania in Soziologie, den sie 1907 mit einem Master of Arts abschloss.
Im selben Jahr ging Paul für drei Jahre nach England, um an der University of Birmingham und der London School of Economics Sozialarbeit zu studieren. Nach ihrer Rückkehr in die USA im Jahr 1910 promovierte sie 1912 mit dem Thema „Die rechtliche Situation der Frauen in Pennsylvania“ an der University of Pennsylvania in Soziologie.
Nachdem der 19. Verfassungszusatz im Jahr 1920 ratifiziert worden war, nahm Paul 1922 erneut ein Studium auf und studierte Jura am Washington College of Law. 1928 promovierte sie im Privatrecht.

### Radikale Frauenrechtlerinnen in England

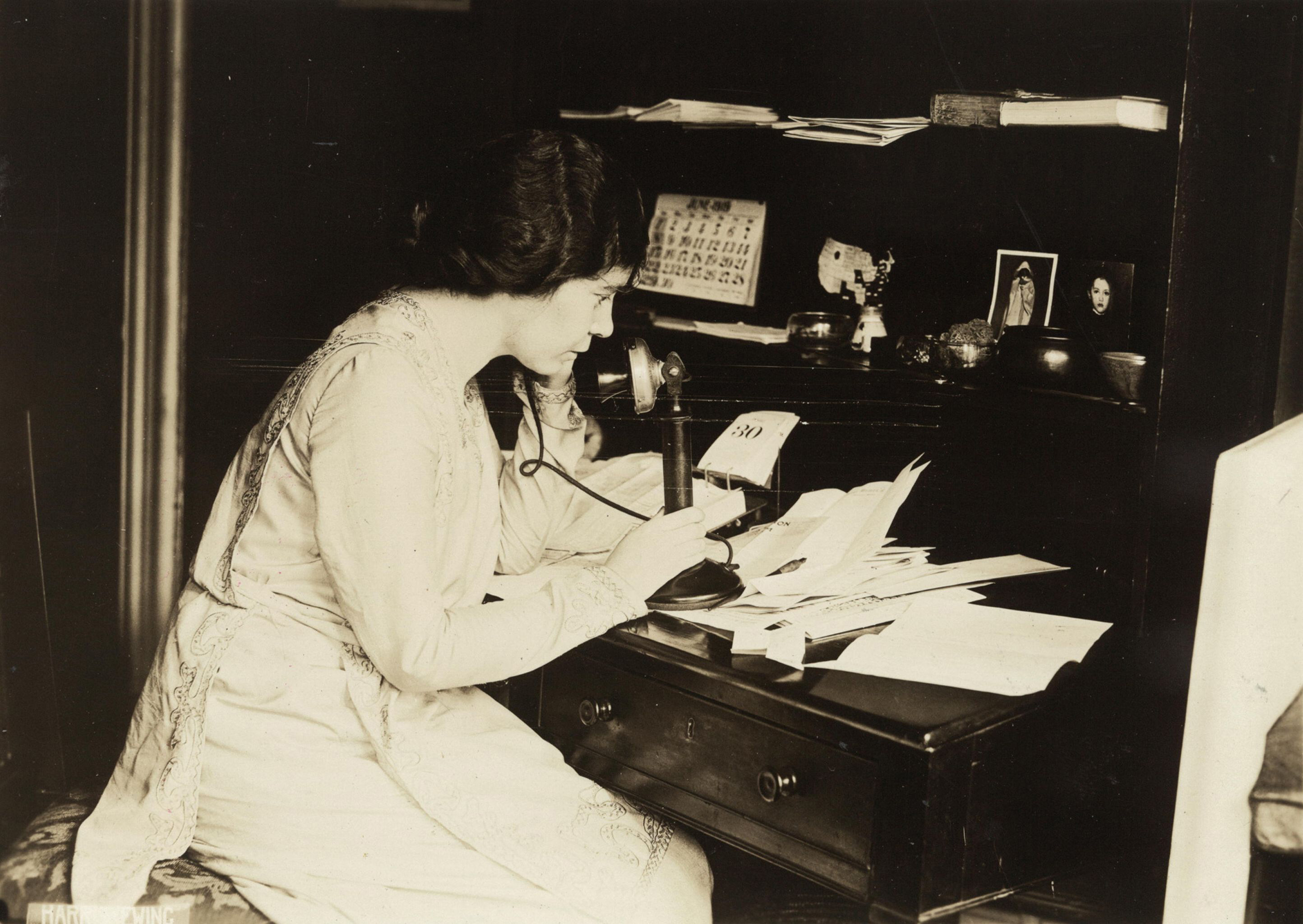
Alice Paul 1913

Während ihrer Zeit in England wandelte sich Paul unter dem Einfluss der englischen Suffragetten um Emmeline Pankhurst von einer zwar frauenpolitisch interessierten, aber zurückhaltenden Quäkertochter zu einer radikalen Kämpferin für das Frauenwahlrecht. Eine Zufallsbegegnung mit Pankhursts Tochter Christabel, die sie 1908 bei einer Kundgebung beobachtete, ließ Paul in die Women’s Social and Political Union (WSPU) eintreten. Hier traf sie auch die Amerikanerin Lucy Burns, mit der sie bald eine enge Freundschaft verband.
Paul engagierte sich stark bei den Aktionen für das Frauenwahlrecht, sie nahm an Protestaktionen vor dem Eingang des Parlaments teil und zerschlug nach eigener Aussage insgesamt 48 Fensterscheiben. Paul wurde mehrmals verhaftet und dreimal zu einer Gefängnisstrafe verurteilt. Sie und die anderen inhaftierten Suffragetten protestierten mit Hungerstreiks gegen die Haft, die Verwaltung reagierte mit brutaler Zwangsernährung.

### Zurück in den USA

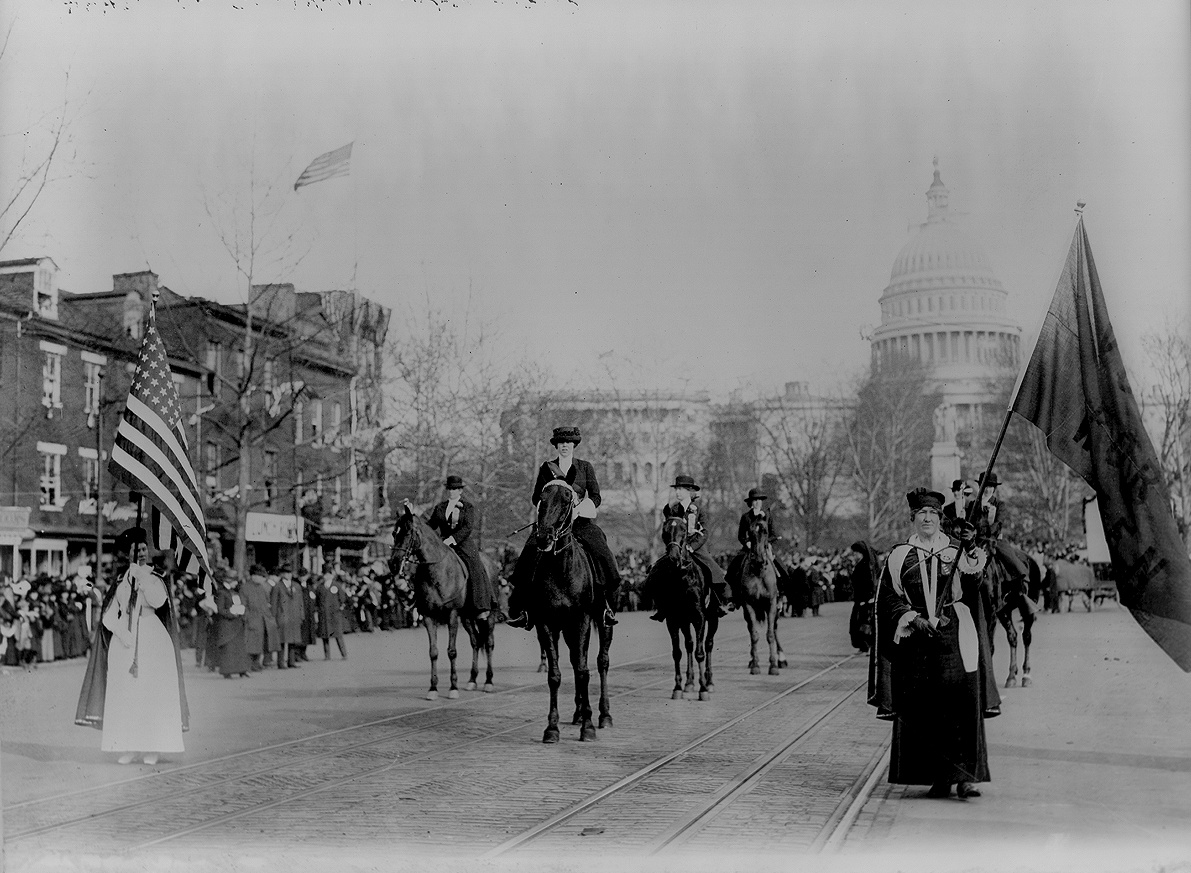
Suffragettenparade in Washington D.C., 1913

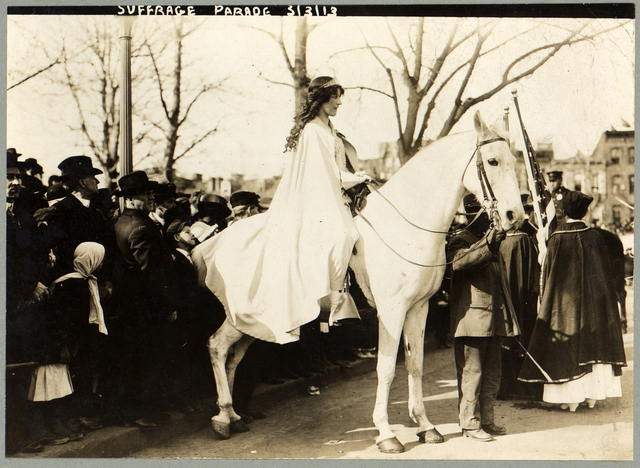
Inez Millholland in Washington D.C., 1913

Paul kehrte 1910 in die USA zurück und war entschlossen, der amerikanische Suffragettenbewegung mit den radikalen Ideen der Engländerinnen neues Leben einzuhauchen.
„Eine streitbare Politik bringt Erfolg. Mit Agitation wurde England aus seiner Erstarrung geweckt, und die englischen Frauen sprechen heute von der Zeit, zu der sie wählen werden statt von der Zeit, in der ihre Kinder zur Wahl gehen werden, wie das noch vor ein oder zwei Jahren der Fall war.“
1912 schloss sich Paul der NAWSA an und wurde zur Vorsitzenden des Kongresskomitees ernannt, das sich um ein der NAWSA nachrangiges Ziel kümmern sollte, einen Verfassungszusatz für das Frauenwahlrecht auf Bundesebene. Hauptziel der NAWSA und ihrer Vorsitzenden Carrie Chapman Catt war es weiterhin, nach und nach das Frauenwahlrecht in den einzelnen Bundesstaaten zu erlangen.
In Washington traf Paul die inzwischen auch in die USA zurückgekehrte Lucy Burns wieder. Nach mehreren ergebnislosen Treffen mit dem an ihrer Sache uninteressierten zukünftigen Präsidenten Woodrow Wilson organisierten Paul und Burns eine große Parade in Washington, die am 3. März 1913 stattfand – dem Tag der Amtseinführung Wilsons – und in einem Desaster endete. Unter den Augen der untätigen Polizei griff ein wütender Mob die paradierenden Frauen an und verletzte viele von ihnen. Dieses Ereignis bescherte den Suffragetten allerdings die bisher nur mangelhafte Aufmerksamkeit der Presse.

### DieNational Woman’s Party

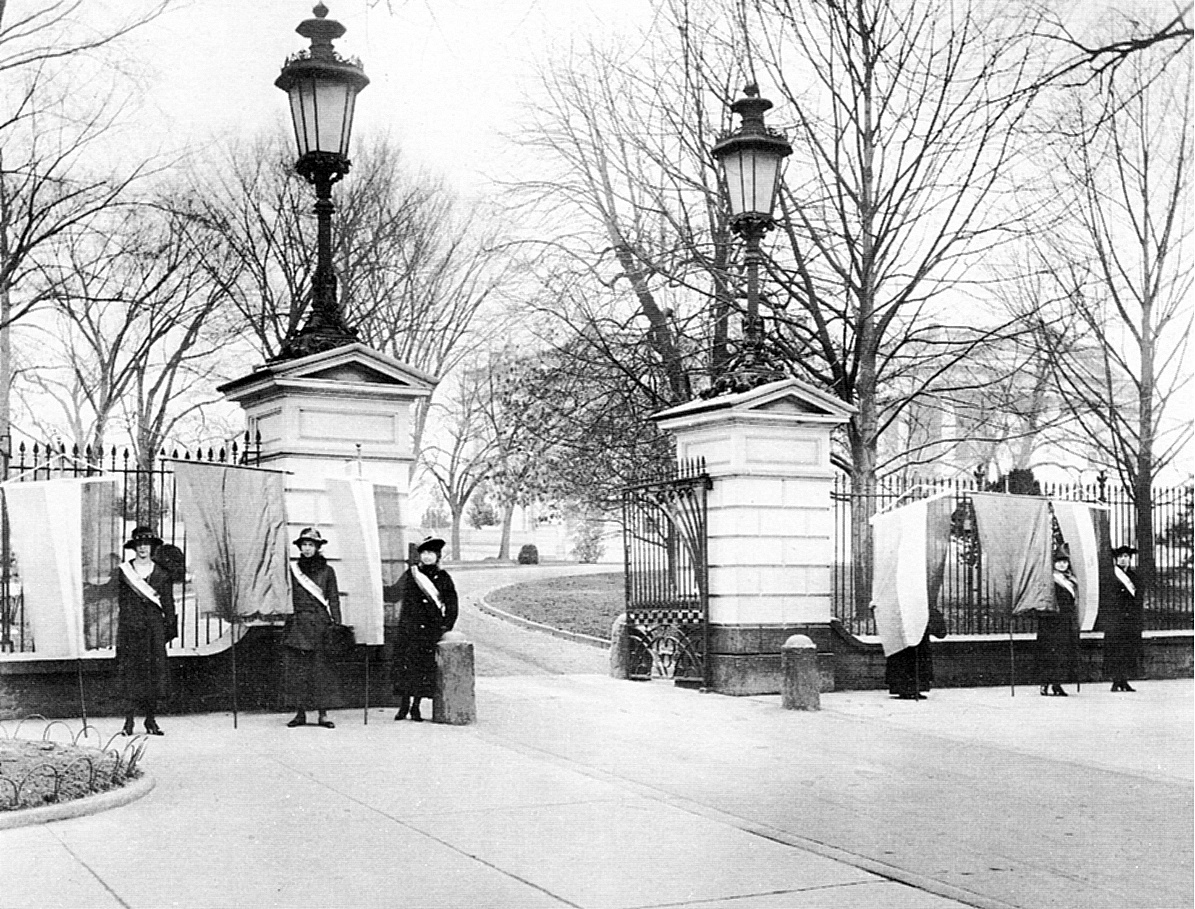
NWP-Mahnwache vor dem Weißen Haus

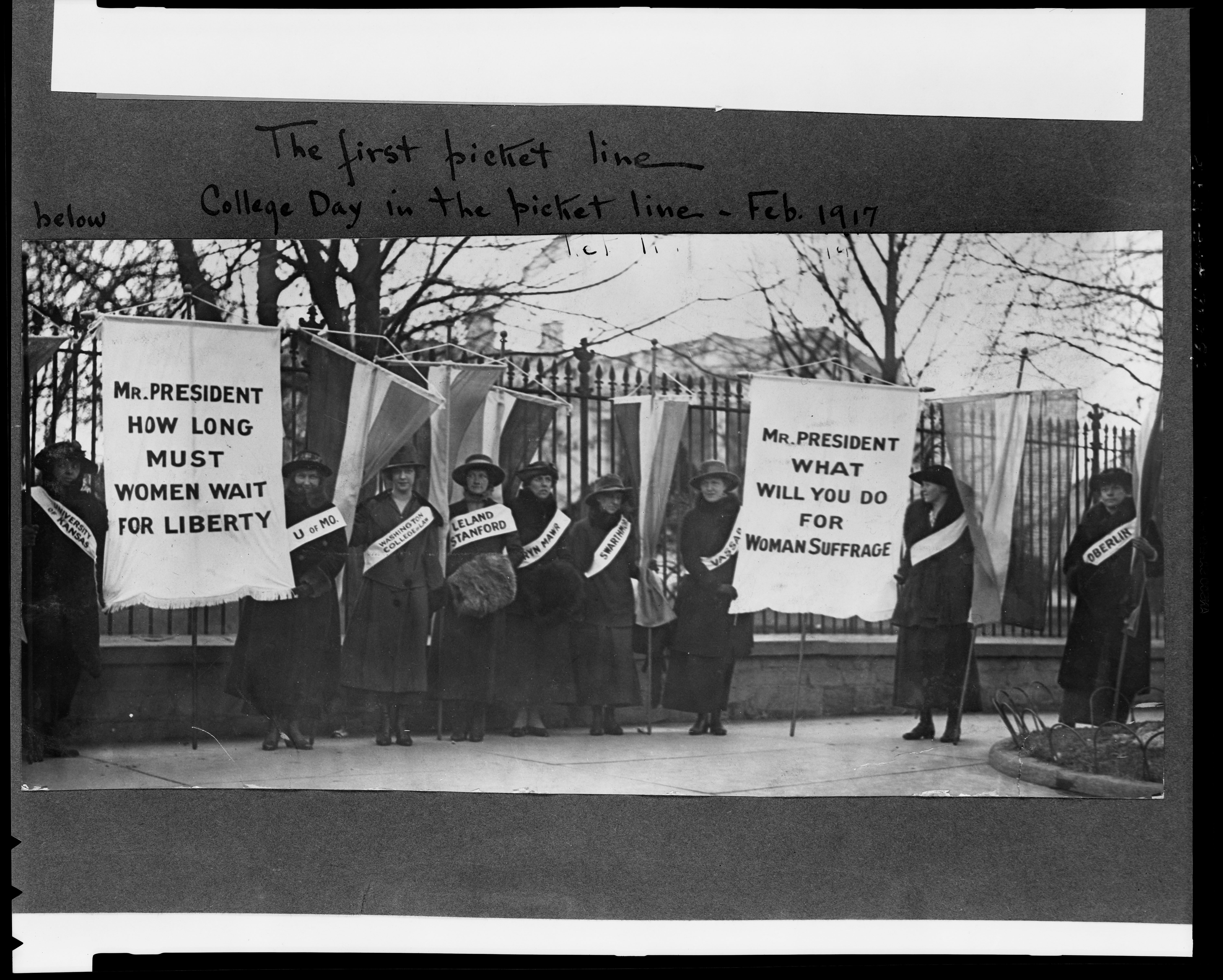
NWP-Mahnwache vor dem Weißen Haus

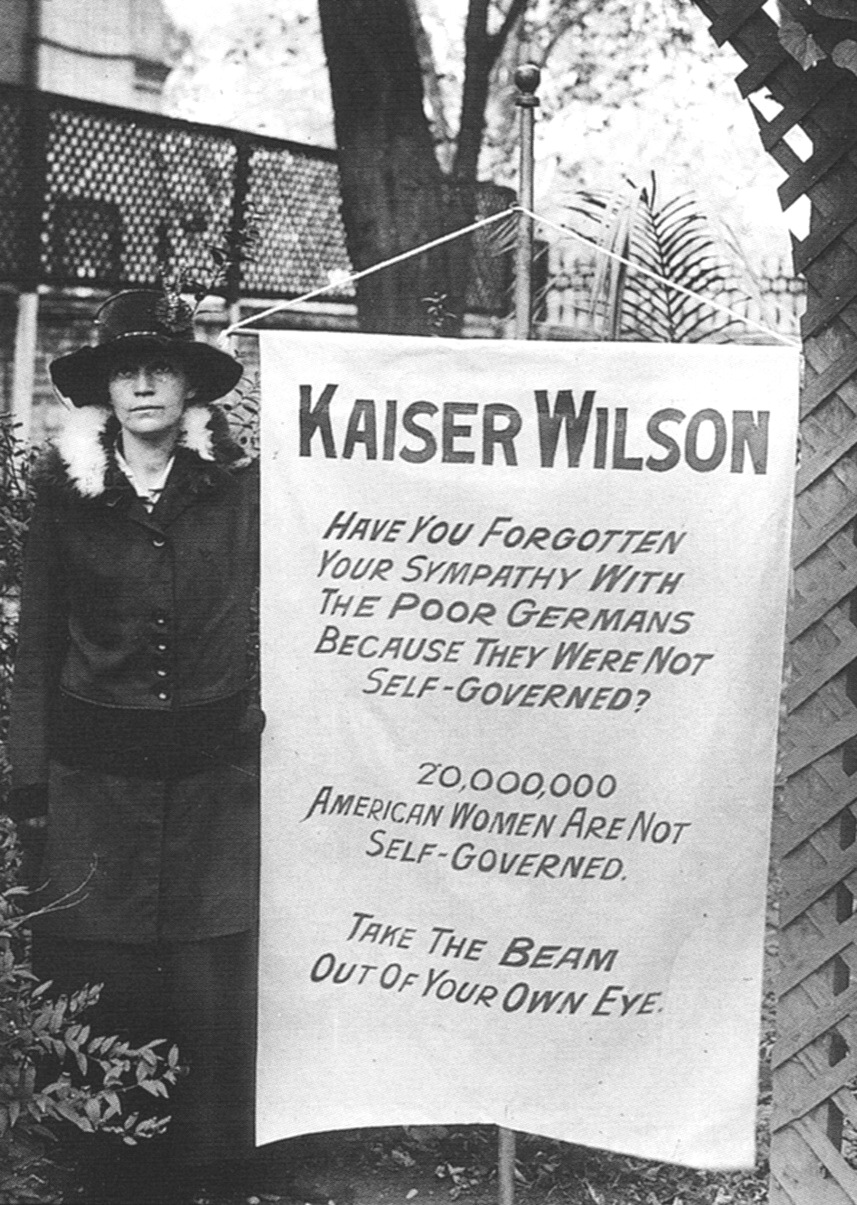
Protestplakat (1918). Das Plakat spielt auf den moralischen Anspruch Präsident Wilsons an, der sich als Verbreiter demokratischer Ideale stilisierte und damit den Kriegseintritt gegen das Deutsche Kaiserreich gerechtfertigt hatte.

Nachdem sich Paul und Burns zusammen mit einigen anderen Frauen in der Congressional Union for Woman Suffrage (CUWS) wegen politischer Differenzen von der NAWSA abgespalten hatten, gründeten sie 1915 die radikale National Woman’s Party (NWP) (dt. Nationale Frauenpartei), um durch gezielte Protestaktionen und Mahnwachen (Silent Sentinels) vor dem Weißen Haus die Öffentlichkeit auf ihr Ziel aufmerksam zu machen. Das Verhältnis zwischen der NAWSA und der NWP war von Anfang an gespannt, die NAWSA kritisiert gegenüber der Öffentlichkeit die Aktionen der NWP scharf als zu radikal.
Mit dem Eintritt der USA in den Ersten Weltkrieg verschärfte sich die Situation der Suffragetten der NWP. Ihre Mahnwachen vor dem Weißen Haus wurden als Verräterinnen beschimpft, teilweise tätlich angegriffen und von der Polizei verhaftet. Alice Paul und 33 andere Frauen wurden im Oktober 1917 mit einer fadenscheinigen Begründung zu mehrmonatigen Haftstrafen verurteilt und unter extremen Bedingungen im Frauengefängnis Occoquan Workhouse (heute Lorton Correctional Complex) eingesperrt.
Die Inhaftierten traten sofort in Hungerstreik, die Gefängnisleitung ließ sie daraufhin mit brutalen Methoden zwangsernähren. Seitens der Gefängnisleitung wurde mit systematischer Gewalt gegen die Frauenrechtlerinnen vorgegangen, um ihren Willen zu brechen. Der Versuch, Alice Paul in die Psychiatrie einzuweisen, um sie als geistesgestört erklären zu lassen, scheiterte jedoch am Gutachten des Psychiaters.
Als die Presse von den Haftbedingungen Pauls und ihrer Mitstreiterinnen erfuhr, begann sie ausführlich darüber zu berichten. Proteste gegen die Behandlung der Frauen im Gefängnis wurden laut und selbst die bisher zurückhaltende NAWSA sagte der Regierung den Kampf an. Daraufhin wurden die inhaftierten NWP-Aktivistinnen Ende November 1917 aus der Haft entlassen. Die Haftstrafen wurden später vom Obersten Gerichtshof der Vereinigten Staaten für verfassungswidrig erklärt.
Unter dem politischen Druck der Ereignisse verkündete Woodrow Wilson im Januar 1918, er werde das Frauenwahlrecht als „Kriegsmaßnahme“ unterstützen. Eine Woche später stimmte der Kongress mit knapper Mehrheit für den Verfassungszusatz. Da der Entwurf im Senat abgelehnt wurde, startete die NWP vor den Senatswahlen 1918 eine großangelegte Kampagne, so dass im neugewählten Senat die Mehrheit das Frauenwahlrecht befürwortete. Der 19. Verfassungszusatz wurde am 26. August 1920 ratifiziert.

### Weiterer Kampf um Gleichberechtigung
Anders als viele Suffragetten, die sich nun zurückzogen, arbeitete Alice Paul weiter auf dem Gebiet der Frauenrechte, da sie dieses Thema als noch lange nicht abgeschlossen sah. 1923 entwarf sie das Equal Rights Amendment (ERA), das Frauen – über das gleiche Wahlrecht hinaus – die volle Gleichberechtigung per Verfassung bringen sollte. Der Entwurf wurde 1972 endlich vom Kongress abgesegnet. Da bis zum Stichtag 1982 aber nicht die erforderliche Zahl Bundesstaaten zustimmte, wurde das Equal Rights Amendment nicht in die Verfassung aufgenommen. Diese Niederlage erlebte Alice Paul allerdings nicht mehr.
„Ich habe nie bezweifelt, dass die Gleichberechtigung der richtige Weg sei. Die meisten Reformen und Probleme sind kompliziert. Aber für mich hat einfache Gleichheit nichts Kompliziertes.“ (Alice Paul 1972 in einem Interview)
Ende der 1920er Jahre weitete Paul die Aktivitäten der NWP aus. Im Rahmen mehrerer Auslandsreisen nach Südamerika und Europa gründete sie die World Woman’s Party (WWP) mit Sitz in Genf. Die Organisation benannte sich später in World Woman’s Party for Equal Rights um. Mit Ausbruch des Zweiten Weltkriegs wurde die Zentrale der WWP Zufluchtsort für eine Reihe politischer Flüchtlinge, zog aber 1941 unter dem Druck Nazideutschlands wieder nach Washington. Auf Initiative der WWP wurde 1946 die UN-Kommission für die Rechtsstellung der Frau (Commission on the Status of Women (CSW)) eingerichtet, die dem UN-Wirtschafts- und Sozialrat zugeordnet ist.
In den 1950ern und 1960ern widmete sich Paul wieder verstärkt den Frauenrechten in den USA. Im Alter von 79 Jahren leitete sie die Kampagne der NWP, um den Civil Rights Act von 1964 um das Verbot geschlechtlicher Diskriminierung zu erweitern. Mit über 80 Jahren nahm sie noch an Protestdemonstrationen gegen den Vietnamkrieg teil. Nachdem sie 1974 einen Herzanfall erlitten hatte, konnte sie allerdings nicht mehr weiter arbeiten. 1977 starb Alice Paul an Herzversagen.
Auf die Frage eines Journalisten, warum sie ihr ganzes Leben den Frauenrechten gewidmet habe, antwortete Alice Paul mit einer Weisheit, die sie als Kind auf der elterlichen Farm gelernt hatte:
„Wenn man einmal die Hand an den Pflug gelegt hat, kann man nicht mehr aufhören, bis man am Ende der Furche angekommen ist.“

## Trivia
- Die Geschichte des Kampfes um dem 19. Verfassungszusatz wurde 2004 unter dem Titel Iron Jawed Angels von der Regisseurin Katja von Garnier verfilmt. 2005 benannte das Swarthmore College ein neues Studentenwohnheim nach Alice Paul.
- Zu ihrem 131. Geburtstag am 11. Januar 2016 kreierte Google für sie ein Doodle[6].

## Rezeption
Alice Paul – Der Weg ins Licht ist ein dokumentarischer Spielfilm der deutschen Regisseurin Katja von Garnier aus dem Jahr 2004. Er behandelt die Geschichte der US-amerikanischen Kämpferinnen für das Frauenwahlrecht und zwei ihrer Aktivistinnen, Alice Paul und Lucy Burns, in den Jahren 1912 bis 1920.
Das Belmont-Paul Women’s Equality National Monument ist nach ihr benannt.